# Mimetus portoricensis
Mimetus portoricensis là một loài nhện trong họ Mimetidae.
Loài này thuộc chi Mimetus. Mimetus portoricensis được miêu tả năm 1930 bởi Petrunkevitch.